# Schwackaea cupheoides
Schwackaea cupheoides là một loài thực vật có hoa trong họ Mua. Loài này được (Benth.) Cogn. miêu tả khoa học đầu tiên năm 1888.